# Стрічкові глини

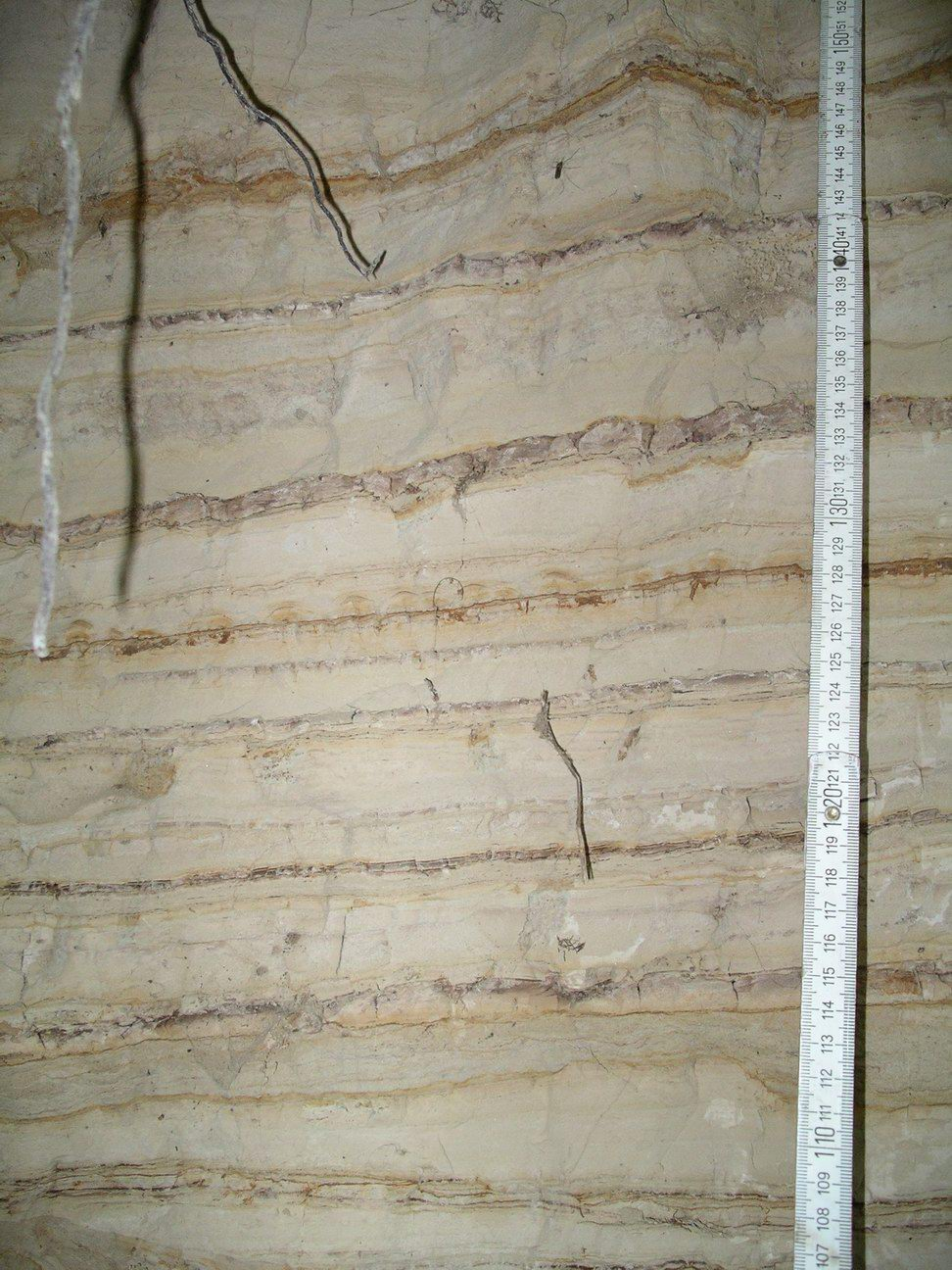
Типова стрічкова глина.

Стрічкові глини (рос. ленточные глины, англ. varved clays, bandy clays; нім. Bändertone m pl) — відклади прильодовикових озер, що складаються з тонких шарів тонкозернистого піску і глини — продуктів осадження льодовикових мікровключень. Шаруватість зумовлена нерівномірним привносом уламкового матеріалу в різні сезони року (піщанисті влітку, глинисті взимку). Піски і глини залягають, утворюючи річні шари, що називаються стрічками, потужністю від часток мм до дек. см; товщина стрічок зумовлена змінами погоди і інтенсивністю танення льодовика. Шляхом підрахунку цих стрічок можна визначити тривалість часу утворення всієї товщі глин. С.г. розповсюджені в країнах Балтії, Скандинавії, Польщі, Німеччині, США та Канаді.